# Хомяк, Екатерина Петровна
Екатерина Петровна Хомяк (укр. Катерина Петрівна Хом'як; 22 декабря 1922, Вольнянск, Запорожская область — 30 ноября 2018, Львов) — советская и украинская актриса. Заслуженная артистка УССР (1972).

## Биография
Родилась 22 декабря 1922 года в городе Вольнянск, где прошли её детство и юность. После окончания восьмого класса, в 1939 году, поступила в Днепропетровское театральное училище. Первая успешная роль — Джульетта в театральной студии училища. В 1945 году Хомяк переехала во Львов, где первые 7 лет работает во Львовском театре музыкальной комедии (ныне Одесский академический театр музыкальной комедии). Живой темперамент у молодой актрисы сочетался с большой сценической привлекательностью, к тому же она имела хорошие вокальные данные, хорошо двигалась, танцевала. Эти качества одобрительно отмечала и критика (например, в статье З. Смоктия, «Львовская правда», 1952).
С 1 января 1954 года работает во Львовском академическом театре им. М. Заньковецкой. Первая её роль в этом театре — девочка-школьница Наташа в постановке «Под кровлей нашего дома». В дальнейшем у неё были такие успешные роли как Моника («И один в поле воин» Дольд-Михайлика), Мария Шапига («Девушки нашей страны» Микитенко), Лиля («Дочь прокурора» Яновского), Наташа («Радуга» Зарудного), Елена («Антей» Зарудного), Надежда Ивановна («Рим-17, до востребования» Зарудного), Розария («Моя семья» Эдуардо де Филиппо), Регана («Король Лир» Шекспира), Ирина («Чти отца своего» Лаврентьева), Леся («Лодка качается» Галана), Норма Фанси («Под золотым орлом» Галана) и многие другие. На сегодня в творческой биографии Екатерины Петровны Хомяк более 150 различных ролей. Кроме родного украинского свободно владеет польским и русским языками.
Указом Президиума Верховного Совета СССР от 24 ноября 1960 года награждена медалью «За трудовое отличие»
Указом Президиума Верховного Совета УССР от 26 октября 1972 года вклад Екатерины Петровны Хомяк в украинское театральное искусство был оценен почётным званием Заслуженного артиста УССР. В 2003 году Екатерина Петровна Хомяк награждена Орденом Княгини Ольги III степени. 90-летие актрисы торжественно отметили во Львовском академическом театре имени М. Заньковецкой. Ушла из жизни 30 ноября 2018 во Львове, Украина.